# Kasalagere, Nagamangala
Kasalagere là một làng thuộc tehsil Nagamangala, huyện Mandya, bang Karnataka, Ấn Độ.